# Chenillé-Changé
Chenillé-Changé is een plaats en voormalige gemeente in het Franse departement Maine-et-Loire in de regio Pays de la Loire en telt 137 inwoners (2004). De plaats maakt deel uit van het arrondissement Segré.

## Geschiedenis
De Chenillé-Changé valt sinds 22 maart 2015 onder het kanton Tiercé toen het kanton Châteauneuf-sur-Sarthe, waar de gemeente daarvoor onder viel, werd opgeheven. Op 1 januari 2016 werden de gemeenten Champteussé-sur-Baconne en Chenillé-Changé de gemeente samengevoegd tot in de op die dag gevormde commune nouvelle Chenillé-Champteussé.

## Geografie
De oppervlakte van Chenillé-Changé bedraagt 5,4 km², de bevolkingsdichtheid is 25,4 inwoners per km².
De onderstaande kaart toont de ligging van Chenillé-Changé met de belangrijkste infrastructuur en aangrenzende gemeenten.

## Demografie
Onderstaande figuur toont het verloop van het inwonertal.